# Зюлт
Зюлт (на немски: Sylt ([ˈzʏlt]), на датски: Sild, на западно-фризийски: Söl) е най-големият от Севернофризийските острови. Той се простира в Северно море северозападно от бреговете на Шлезвиг-Холщайн и Дания.
Известен е като най-северния германски остров. Привлича посетители с основните си туристически курорти Вестерланд, Кампин и Венингщедт, както и почти 40-километровия Западен плаж. Цените на имотите на Зюлт са най-високите в Германия. Поради въздействието на Северно море островът непрекъснато променя бреговата си линия и търпи загуби при бурните приливи. От 1927 г. Зюлт е свързан с континента посредством 11-километровия Насип Хинденбург.

## География

### Местоположение
Със своите 99,14 км2 Зюлт е четвъртият по големина остров на Германия след Рюген, Узедом и Фемарн, и най-големият немски остров в Северно море. Заема територия между 9 и 16 км от брега на континента. Югоизточно от Зюлт са островите Амрум и Фьор, а на север се намира датския остров Реме. В близост до северния край на острова Зюлт се намира остров Утьорн.
- Типичен крайбрежен пейзаж на острова
- Климатична графика на остров Зюлт
- Зюлт на картата от Йоханес Майер от 1648 г
- Пустош в северната част на острова

### Климатични Условия
Средно за година на Зюлт ежедневно има 4,6 слънчеви часа. От 1960 брегът е укрепен с бетонни тетраподи, които следва да спрат ерозията на плажната ивица. От 1972 година чрез булдозери са разстелени около 35,5 милиона кубични метра нова пясъчна маса по естествената брегова линия. Такъв подход е свързан със значителни разходи – до 10 млн. евро от федерални, регионални и фондове на ЕС, но ползите от гледна точка на икономическата мощ на острова и значението на региона ще са повече от разходите.
Като алтернатива се обсъжда усилване на естествения риф край брега.
- Брегоукрепителни съоръжения
- Земният насип Хинденбург
- Червените скали при Кампен
- Стоманобетонен вълнолом във Вестерланд
- Разстилане на пясък със земекопни машини на езерото Хопер
- Пясъчен нанос върху тетраподи на Западния плаж (Вестерщранд)
- Военновременен бункер в южната част на Вестерланд

Някои експерти се опасяват, че въпреки всички земеукрепителни мерки до средата на 21 век Зюлт ще претърпи значителни териториални загуби. Явленията, свързани с глобалното затопляне ще доведат до повишена ерозивна дейност, което води до загуба на утаечни наноси с около 1,1 милиона м3 в година.

### Флора и фауна
Около 2500 вида животни и 150 вида растения населяват острова, като 45% от растителни видове са в Червената книга. Значителен е броят (над 600) на различните видове пеперуди, като някои от тях са на ръба на изчезването – копривна пеперуда, лимонница, дяволска пеперуда и дневно пауново око.
Орнитологичното разнообразие включва редки морски и крайбрежни птици, като на острова гнездят и прелетни птици. На острова се размножават речни чайки, полярна рибарка, саблеклюн, малък червенокрак водобегач, чайка буревестница, стридояд, чибис, бял ангъч и гребенест почернят. При миграции в Зюлт почиват хиляди черни гъски, фишове и гаги, както и крайбрежни бекаси, брегобегачи, блатни птици и дъждосвирци. По-малобройни посещения островът получава от пясъчен зуек, бекасина, бойник и други.
Наземните бозайници днес не показват значителни отклонения спрямо съседните райони на континента Северна Германия – заек-русак, заек подземник, сърна, лисица и язовец.
Разпространени са на морски свине, обикновен тюлен и дългомуцунест тюлен). От морските обитатели съществен дял е имала европейската стрида (Ostrea edulis), но поради прекомерния улов е изчезнала към 1950. В средата на 1980-те години е била заменена с полулация на тихоокеанска стриди (Cassostrea gigas).
- Изгледи от Зюлт
- Зюлтенска роза, известна и като картофена роза
- Останки от укрепения насип Тинумбург
- Природен резерват Морзум-Клиф
- Коридорна гробница от Каменната ера
- Църквата Св. Северин в Кайтум, основана от Кнут Велики
- Къщи с характерен фризийски покрив в Кампен

## История

### Наименование
Островът е споменат като Sild за първи път 1141 г. в дарена книга на манастира в Одензе, а датския крал Валдемар II през 1231 ползва названието Syld в регистрите за Шлезвиг.
След 1855 г. островът често е посещаван от художници, а по-късно и от учениците им. Започва да се развива бавно и туризъм, като посетителите идват с пощенския кораб или с параход от Хамбург и Хелголанд. През сезона на 1911 г. е открит балнеокурортът Вестерланд, който бързо набира популярност.
След Първата световна война жителите на Зюлт гласуват в референдум и с мнозинство от 88 процента подкрепят присъединяване към Германия. Това създава затруднение, тъй като тогавашният главен порт за свързване с континента Хойер остава в Дания. На този фон е проектиран земен насип с жп линия от германска територия по Вадензе и през 1927 г. е открита единадесет километрова отсечка на името на рейхспрезидента Паул фон Хинденбург.
През 1930-те години на острова често се стичат много видни привърженици на национал-социализма като Херман Гьоринг. Много хотелиери и ресторантьори се аклиматизират бързо и започват да наричат своя дом „свободен от евреи“. Във Вестерланд скоро са построени многобройни плажни резиденции и градини, украсени със знамена с нацистка свастика. Културна противоположност на това явление възниква в Кампин, където пребивава творческата интелигенция от художници и литератори, към които национал-социализмът и SA са критични.
По време на Втората световна война Зюлт е забранената зона и туризмът напълно запада. Очакваното евентуално нахлуване на съюзниците през Северно море води до построяването на батареи за тежка артилерия по дюните и разполагането на гарнизон от 10 000 войници.

### Съвремие
През 1945 година на Зюлт са разселени лица от бившите немски източните райони, предимно от Източна Прусия, като са настанени в изоставени от Вермахта апартаменти и казарми, удвоявайки населението на около 25 000 жители.

## Икономика
През 1950-те години рязко увеличаване на броя на туристите връща икономическото значение на острова. Икономиката на острова почти изцяло, пряко или косвено зависи от туризма. Земеделието и мореплаването започват да играят роля от средата на 1970-те години и в социалната структура на острова с няколко лекопромишлени и горски предприятия Голяма част от работниците, около 4500 души, пристигат всеки ден от континента с влак и ферибот до острова.
- Туризъм и култура
- Строеж на острова (1894)
- Плажуващи, пощенска картичка (около 1900 г.)
- Пешеходна зона във Вестерланд
- Вестерландското кметство днес се помещава в бивш санаториум
- Шезлонги на Западния плаж
- Легендата за уиндсърфинга Роби Неш на Зюлт
- Автовлак пътува към континента по Насипа Хинденбург
- Междуградски влак с два дизелови локомотива серия 218 достига Зюлт.
- Фериботът Реме-Зюлт
- Пристанище и фериботен терминал в Лист
- Двуезична табела на гарата във Вестерланд
- Олтарът на църквата „Св. Нилс“
- Църквата „Свети Христофор“ във Вестерланд
- Разпределение на фризийския дом
- Къща от 1784 в Кайтум
- Залез на остров Зюлт, автор Венцел Хаблик
- Пътна табела Зюлт-Вестерланд в чест на Хенриета Хиршфелд (1834 – 1911), първата от жена-зъболекар в Германия

### Луксозни жилища
Повишената икономическа стойност привлича не само работниците, но и семейства на съседния континент. Това води до изключителен ръст на наемите на парцели и цените на имотите, които са най-високи в Германия. Този процес води до свиване на местната общност, тъй като повечето собственици на апартамент не живеят постоянно там.